# Działdowo (Landgemeinde)
Die Gmina wiejska Działdowo [d͡ʑau̯ˈdɔvɔ] ist eine Landgemeinde in der polnischen Woiwodschaft Ermland-Masuren und  gehört zum Powiat Działdowski (Kreis Soldau). Ihr Verwaltungssitz ist die Stadt Działdowo (deutsch Soldau i. Ostpr.), die ihr als eigenständige Stadtgemeinde aber nicht angehört.

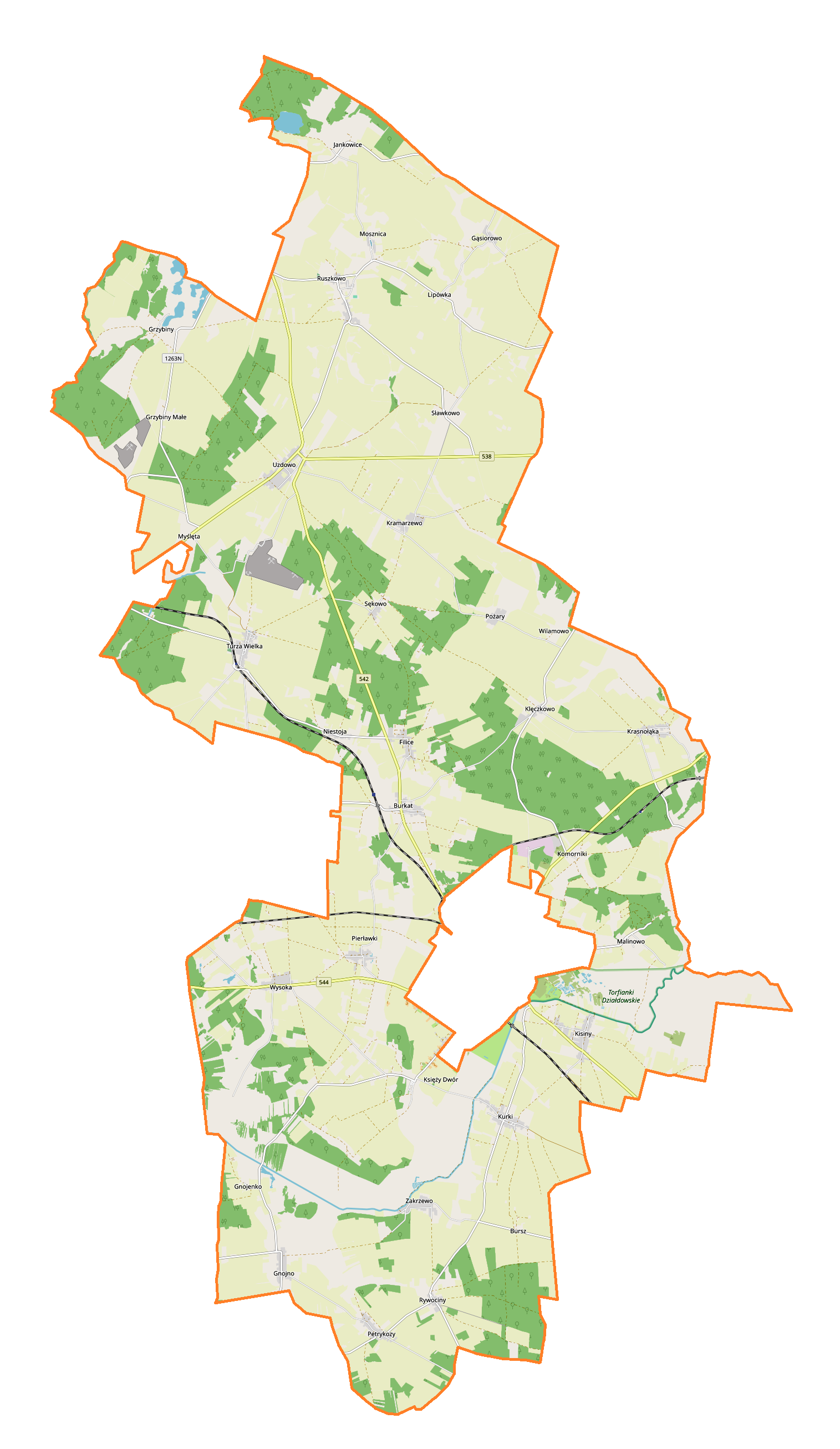
Übersichtsplan der Gmina Działdowo

## Geographie
Die Gemeinde liegt im Oberland des ehemaligen Ostpreußens im Südwesten der heutigen Woiwodschaft Ermland-Masuren am Nordufer des Flusses Działdówka (Soldau), 157 Meter über dem Meeresspiegel, etwa 23 Kilometer südwestlich von Nidzica (Neidenburg)  und 73 Kilometer südsüdwestlich von Olsztyn (Allenstein).
|  |

Die Gmina Działdowo ist eine von vier Landgemeinden, die zusammen mit einer Stadt-und-Landgemeinde sowie einer Stadtgemeinde den Powiat Działdowski bilden: die Gmina Działdowo mit 9831 Einwohnern, die Gmina Iłowo-Osada (7169 Einwohner), die Gmina Płośnica (5540 Einwohner), die Gmina Rybno (7160 Einwohner), die Gmina Lidzbark (13.923 Einwohner) sowie die Stadt Działdowo (21.145 Einwohner).

## Nachbargemeinden
Zu den Nachbargemeinden der Gemeinde Działdowo gehören die Stadtgemeinde Działdowo (deutsch Soldau), deren Gebiet von der Gemeinde eingeschlossen wird, sowie Iłowo-Osada (Illowo), Płośnica (Heinrichsdorf) und Rybno (Rybno, 1942 bis 1945 Rübenau). Außerdem hat die Gmina Działdowo gemeinsame Grenzen mit der Gmina Dąbrówno im Powiat Ostródzki (Kreis Osterode (Ostpreußen)), mit der Gmina Kozłowo (Groß Koslau, 1938 bis 1945 Großkosel) im Powiat Nidzicki (Kreis Neidenburg) und mit den bereits zur Woiwodschaft Masowien gehörenden  Gemeinden Kuczbork-Osada, Powiat Żuromiński und Lipowiec Kościelny, Powiat Mławski.

## Gemeindefläche
Die Gmina Działdowo umfasst eine Fläche von 272,77 km², die zu 74 % land- und 17 % forstwirtschaftlich genutzt wird. Die Gemeindefläche entspricht 28,29 % der Gesamtfläche des Powiat Działdowski.
Durch das Gemeindegebiet fließen der Wkra (er heißt in seinem Oberlauf hier Działdowka (Soldau)) sowie die Wel (Welle).

## Gemeindegliederung
Die Landgemeinde umfasst 31 Ortsteile mit Schulzenamt und weitere Ortschaften:
| polnischer Name | deutscher Name (bis 1920, 1939–1945) |  | polnischer Name | deutscher Name (bis 1920, 1939–1945) |  | polnischer Name   | deutscher Name (bis 1920, 1939–1945) |
| --------------- | ------------------------------------ |  | --------------- | ------------------------------------ |  | ----------------- | ------------------------------------ |
| Burkat          | Borchersdorf                         |  | Komorniki       | Kämmersdorf                          |  | Pożary            | Posaren                              |
| Bursz           | Bursch                               |  | Kramarzewo      | Krämersdorf                          |  | Prusinowo         | Pruschinowo                          |
| Drzazgi         | Fichtenwalde                         |  | Krasnołąka      | Schönwiese                           |  | Rudolfowo         | Rudolfsfelde                         |
|                 |                                      |  | Księży Dwór     | Niederhof                            |  | Ruszkowo          | Rauschken                            |
| Filice          | Fylitz                               |  | Kurki           | Kurkau                               |  | Rywociny mit Góry | Rywoczin                             |
| Gąsiorowo       | Ganshorn bei Gilgenburg              |  | Lipówka         | Lindenau                             |  | Sękowo            | Schönkau                             |
| Gnojenko        | –                                    |  | Malinowo        | Amalienhof                           |  | Sławkowo          | Frödau                               |
| Gnojno          | –                                    |  | Mosznica        | Moschnitz                            |  | Turza Wielka      | (Groß) Tauersee                      |
| Grzybiny        | Groß Grieben 1929–1945 Grieben       |  | Myślęta         | Meischlitz                           |  | Uzdowo            | Usdau                                |
| Jankowice       | Jankowitz 1938–1945 Sassendorf       |  | Niestoja        | Niostoy                              |  | Wilamowo          | Wilmsdorf                            |
| Kisiny          | Kyschienen                           |  | Petrykozy       | –                                    |  | Wysoka            | Hohendorf                            |
| Klęczkowo       | Klenzkau                             |  | Pierławki       | Pierlawken                           |  | Zakrzewo          | Königshagen bis 1890 Polnisch Sakrau |

## Einwohner
Die Zahl der Einwohner der Gmina Działdowo belief sich am 31. Dezember 2020 auf 9831. Über ihre Altersstruktur gibt eine Tabelle aus dem Jahre 2014 Auskunft:

## Verkehr

### Straßen
Durch das Gemeindegebiet verlaufen vier Woiwodschaftsstraßen, die der Gemeinde eine sehr günstige Verkehrsanbindung bieten. Es sind die Woiwodschaftsstraßen:
- 538: von Fijewo/Woiwodschaft Kujawien-Pommern nach Nidzica mit Anbindung an die Schnellstraße 7 (Europastraße 77),
- 542: von Rychnowo nach Działdowo
- 544: von Brodnica (Strasburg)/Woiwodschaft Kujawien-Pommern nach Ostrołęka/Woiwodschaft Masowien
- 545: Jedwabno–Nidzica–Działdowo.

Das Gemeindegebiet ist im Übrigen durch zahlreiche Nebenstraßen und Landwege gut vernetzt.

### Schienen
Drei Bahnstrecken durchziehen das Gemeindegebiet. Sie treffen in der Stadt aufeinander und bieten durch mehrere Bahnstationen Anschluss an den Bahnverkehr:
- PKP Nr. 9: Bahnstrecke Danzig–Warschau mit den Bahnstationen Burkat (Borchersdorf) und Turza Wielka (Groß Tauersee)
- PKP Nr. 208: Bahnstrecke Chojnice–Działdowo mit der Bahnstation Pierławki (Pierlawken)
- PKP Nr. 216: Bahnstrecke Olsztyn–Działdowo mit der Bahnstation Krasnołąka (Schönwiese).

Die frühere Bahnstrecke Samborowo–Turza Wielka (deutsch Bergfriede–Groß Tauersee) ist seit 1993 nicht mehr in Betrieb und größtenteils abgebaut.